# Isognathus caricae
Isognathus caricae (Linnaeus, 1758) è un lepidottero appartenente alla famiglia Sphingidae, diffuso in America Meridionale.

## Descrizione

### Adulto
Nell'aspetto generale ricorda abbastanza Acherontia styx medusa, in particolare nelle sue varianti più scure.

È immediatamente distinguibile da tutte le altre specie di Isognathus per la presenza, sull'ala posteriore, di una serie di bande nere lungo le venature.

La colorazione di fondo della pagina superiore dell'ala anteriore è brunastra, con linee più scure ondulate, che corrono trasversalmente alle venature. È inoltre possibile osservare due piccole chiazze arancio-rossastre, connesse tra loro posteriormente rispetto alla cellula discale, oltre ad una macchia basale più ridotta, posta lungo il margine interno.

La pagina inferiore è grigio-brunastra sulla costa e nella metà distale dell'ala, mentre appare di un giallo abbastanza vivo nella parte basale.

L'ala posteriore è tinta di un giallo acceso, tranne per una serie di bande nere marginali che sottolineano le nervature, fino a fondersi in una macchia scura in prossimità dell'angolo anale.

La pagina inferiore, analogamente a quella dell'ala anteriore, mostra una banda costale marroncina, con una fascia nera trasversale, e la tonalità scura continua per tutta la fascia terminale, stemperandosi in un nero più deciso a livello anale; la rimanente parte dell'ala è campita di giallo.

L'apice dell'ala anteriore non è falcato. Il termen è solo lievemente dentellato (più marcatamente nel maschio) e convesso; sulla pagina ventrale risulta più scuro in corrispondenza del tornus.

Le antenne sono filiformi, non clavate e leggermente uncinate alle estremità, con una lunghezza pari a circa la metà della costa.

Il torace è molto scuro dorsalmente, ma risulta grigio pallido sulla superficie ventrale.

L'addome è grigiastro con bande scure sul dorso e sui fianchi, mentre ventralmente assume le stesse tonalità del torace.

Nel genitale maschile, la harpe è a forma di spatola, arrotondata all'apice e rivestita di piccoli denti. Le setae apicali dell'edeago sono disposte in doppia fila.

L'apertura alare del maschio è di 94 mm, mentre quella della femmina arriva a 104 mm.

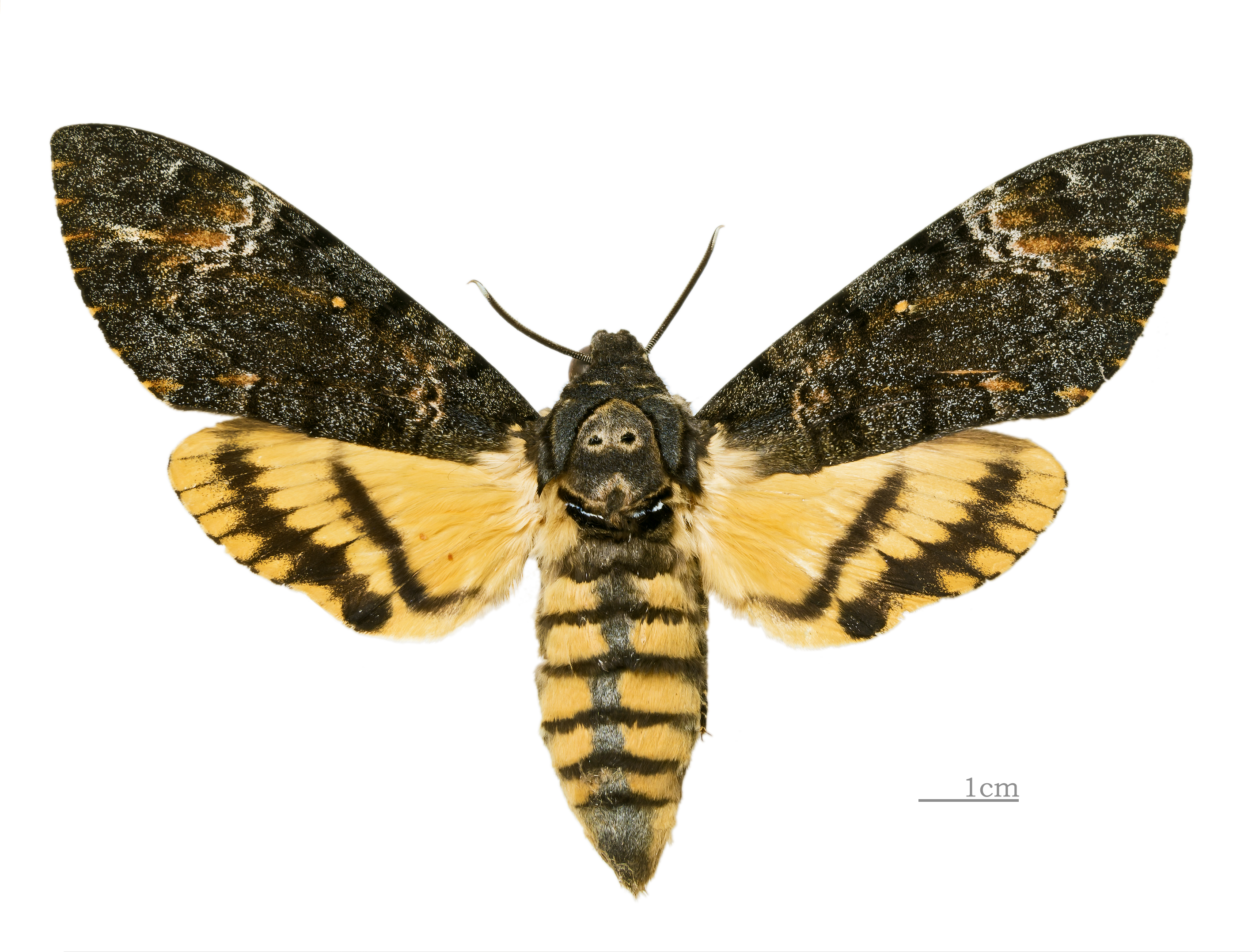
Acherontia styx medusa
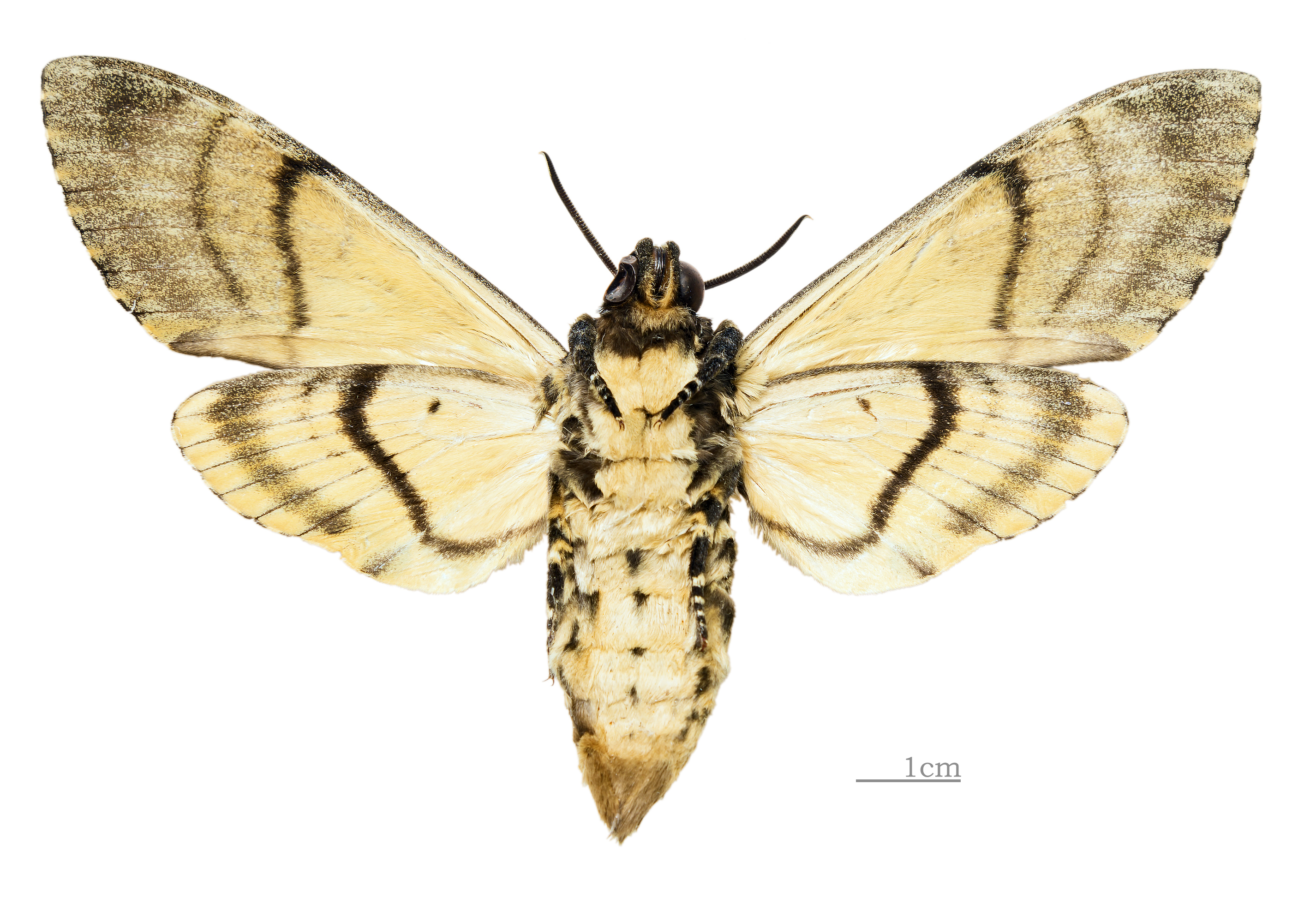
△ Acherontia styx medusa

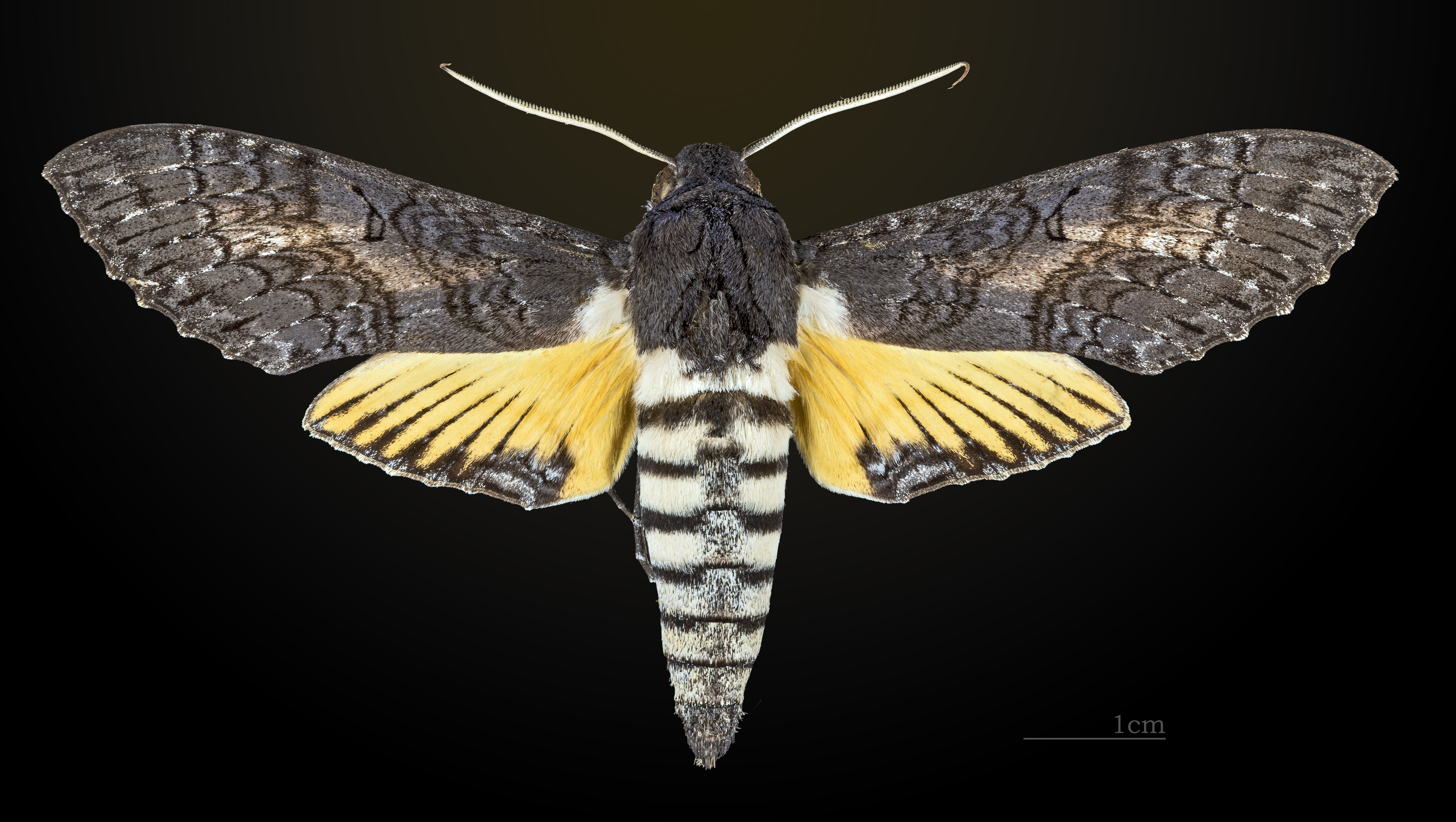
Isognathus caricae ♂
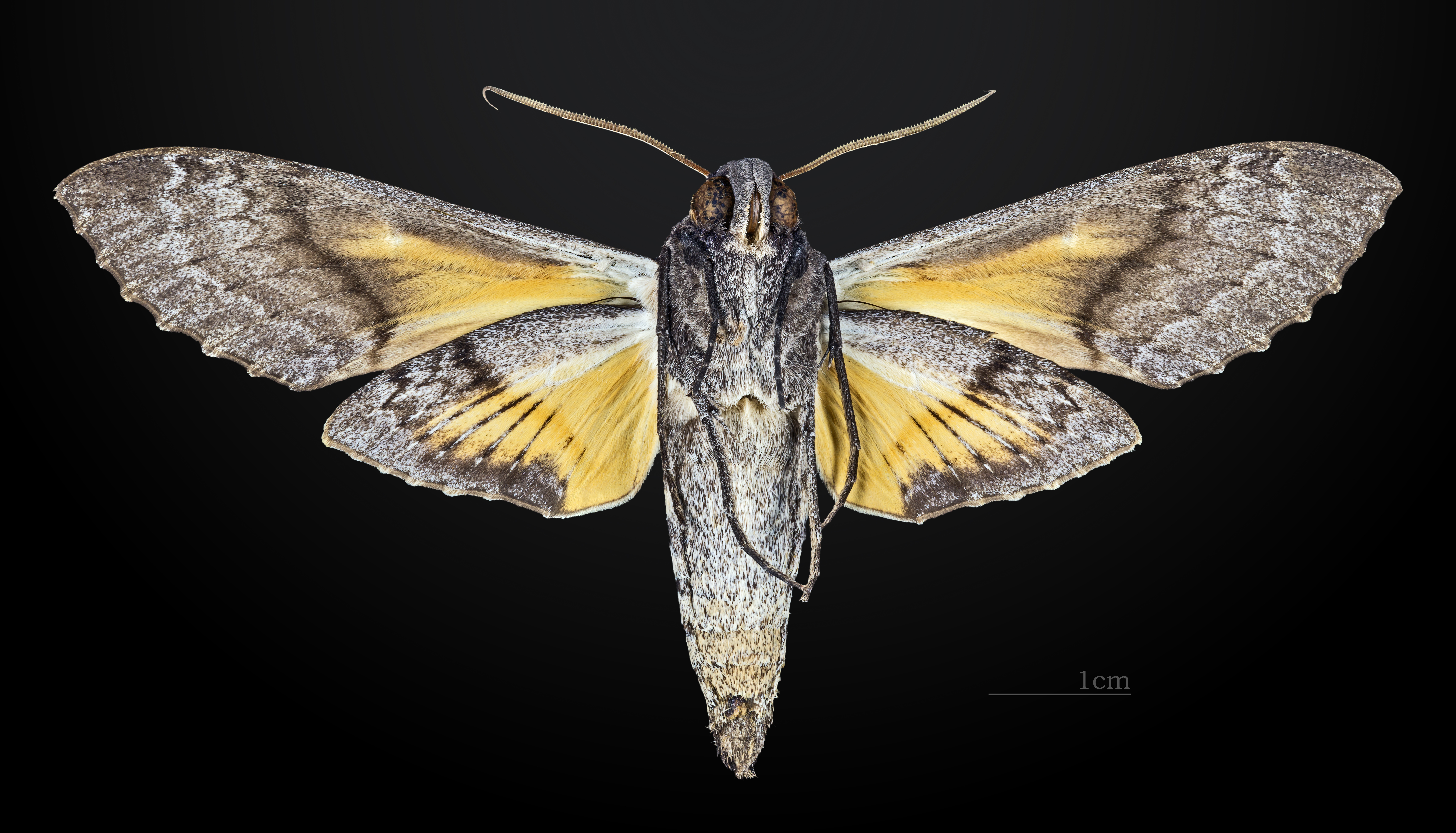
△ Isognathus caricae ♂
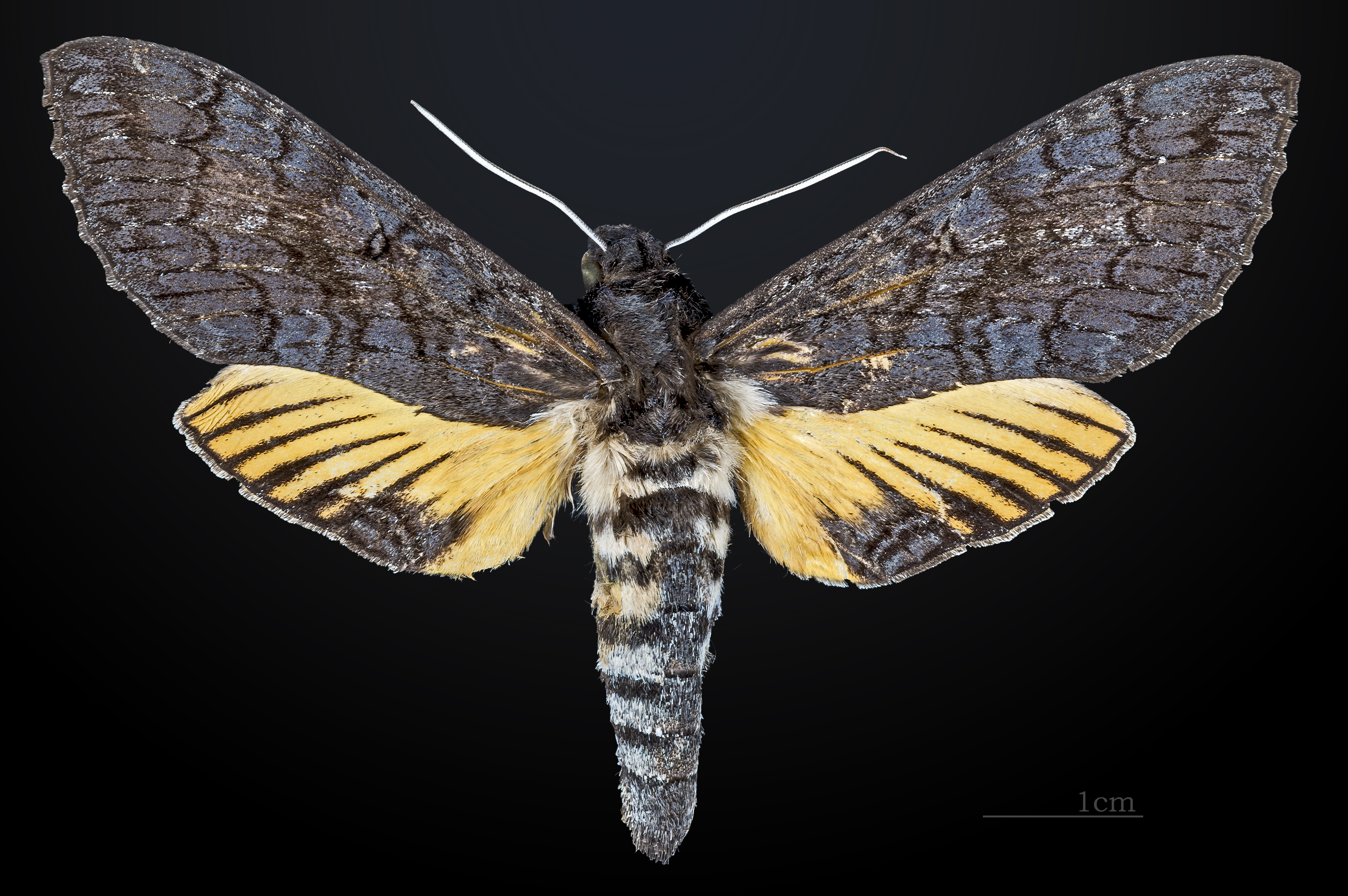
Isognathus caricae ♀
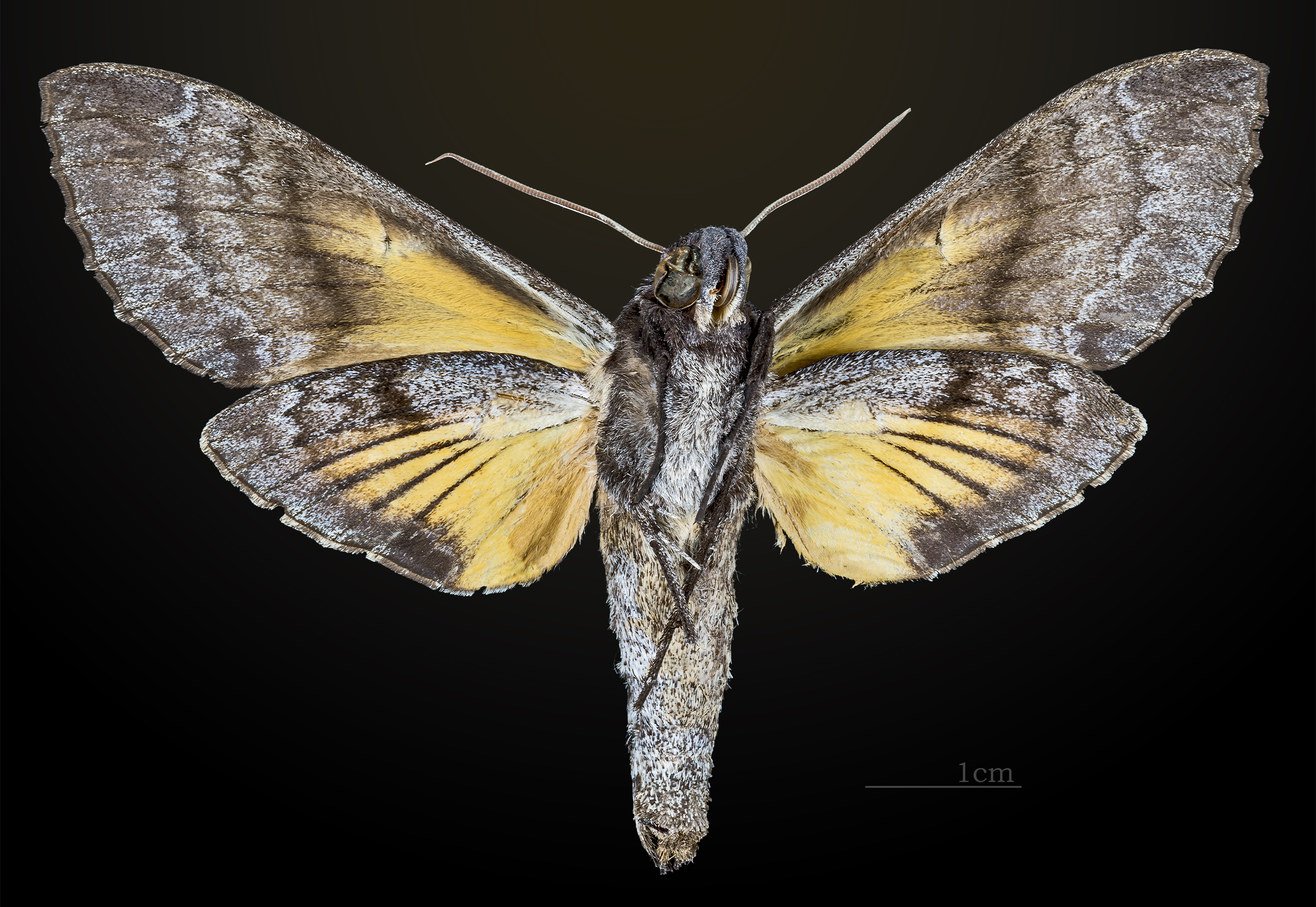
△ Isognathus caricae  ♀

### Larva
Il bruco è cilindrico, con capo piccolo e rossastro, seguito da una vistosa macchia giallo-arancione. Il corpo è nero e lucido, privo di peluria, con una macchia rossa irregolare su ogni tergite e varie linee biancastre sul dorso e sui fianchi. È visibile anche una banda gialla o arancione alla base di ogni pseudozampa. Il cornetto caudale sull'ottavo urotergite diparte da una macchia gialla; è lungo e filiforme, di colore nero, e interrotto da una macchia bianca a metà lunghezza.

La colorazione aposematica suggerisce che queste larve possano risultare disgustose per i predatori.

### Pupa
Le crisalidi sono adectiche ed obtecte; appaiono nerastre, lucide e striate da linee e bande arancioni, con un cremaster poco sviluppato; si rinvengono entro bozzoli dalle pareti sottili, posti negli strati superficiali della lettiera del sottobosco.

## Distribuzione e habitat

L'ecozona neotropicale

L'areale della specie è di tipo neotropicale, comprendendo: la Costa Rica, il Venezuela (fiume Suapure), il Suriname, la Guyana francese (Saint-Laurent-du-Maroni, Saint-Georges-de-l'Oyapock), il Brasile orientale (Bahia, Minas Gerais), il Perù (la Provincia di Cajamarca è il locus typicus della sottospecie I. c. rainermarxi), la Bolivia (Santa Cruz) e l'Argentina (Buenos Aires, Córdoba, Misiones).

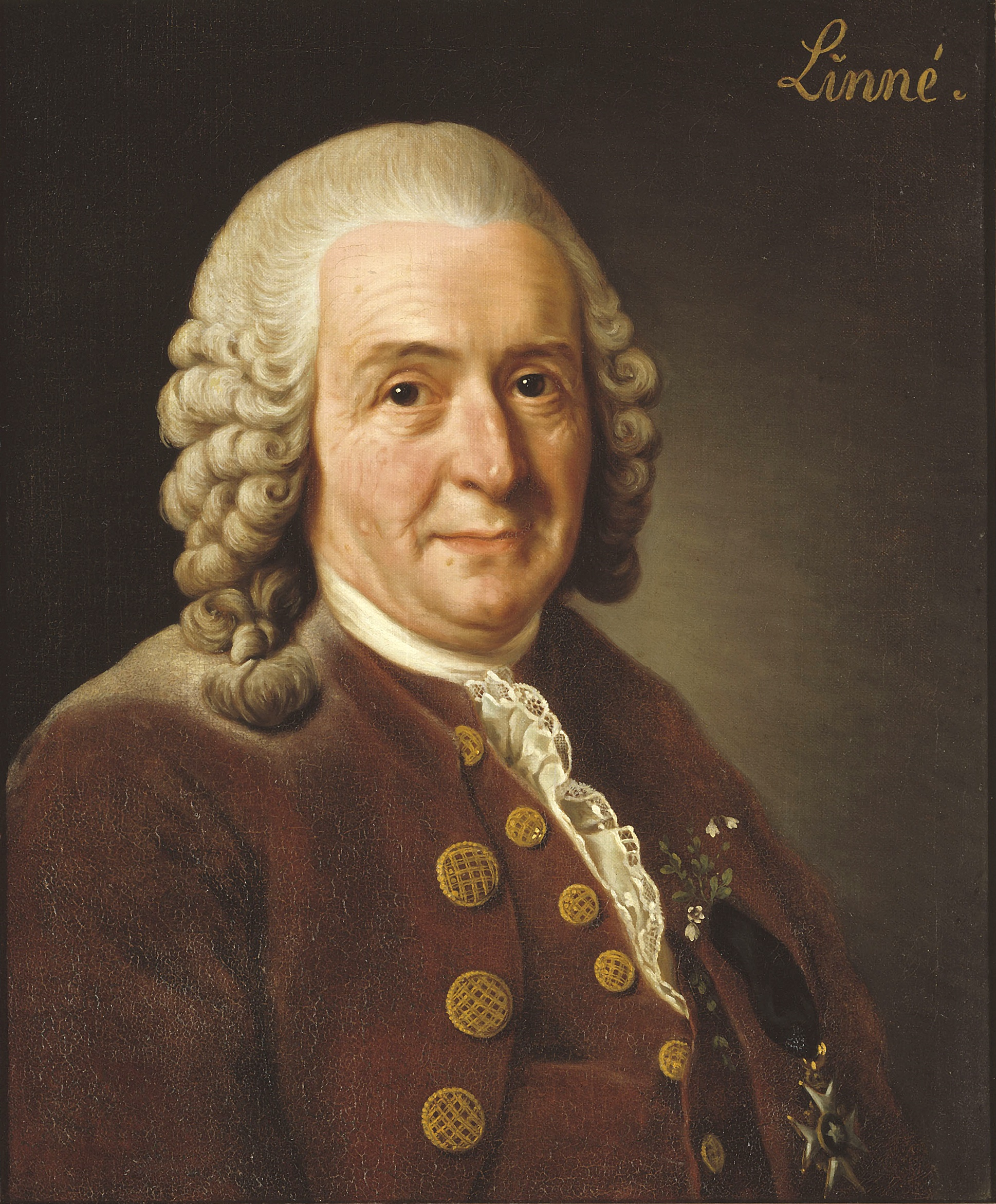
Il medico e naturalista svedese Carl von Linné (1707-1778), che per primo descrisse la specie nel 1758

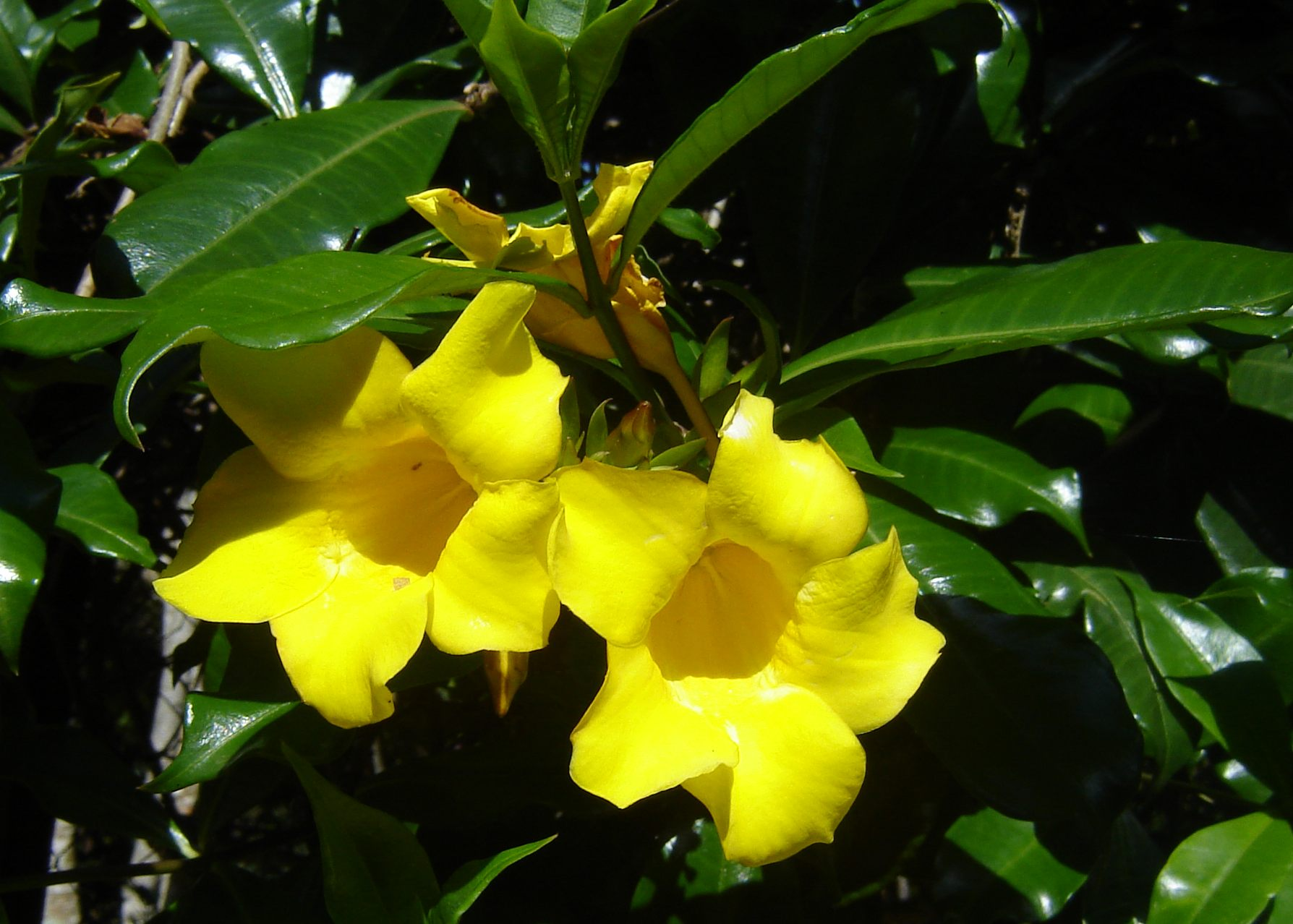
Allamanda cathartica

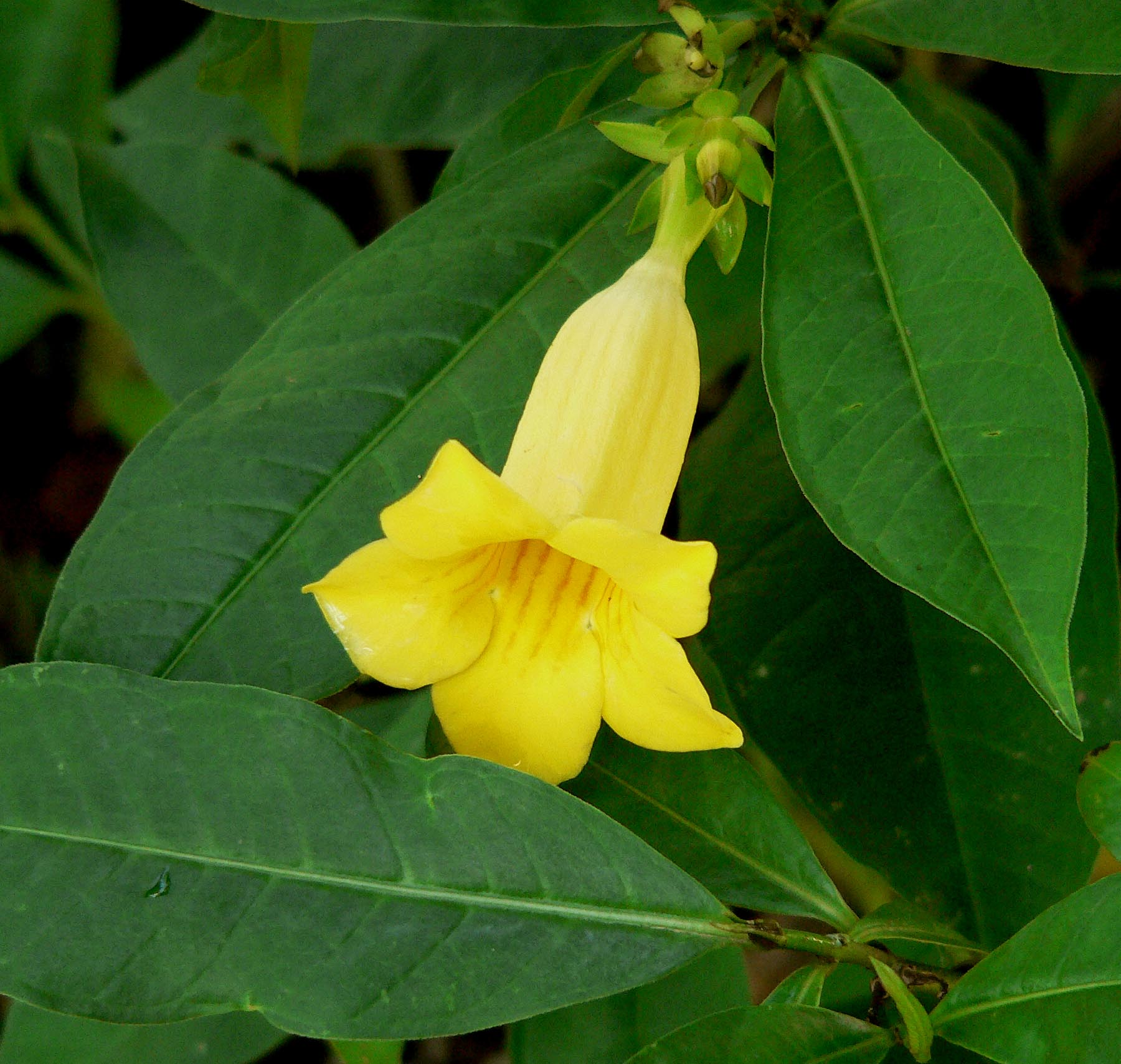
Allamanda schottii

Linneo indicò quale locus typicus "Carica Americes".
L'habitat è rappresentato da foreste tropicali, dal livello del mare fino a modeste altitudini.

## Biologia
La specie, come le sue congeneri, ha abitudini principalmente crepuscolari. Durante l'accoppiamento, le femmine richiamano i maschi grazie ad un feromone rilasciato da una ghiandola posta all'estremità addominale.

### Periodo di volo
La specie è multivoltina, con adulti che sfarfallano in tutti i mesi dell'anno.

### Alimentazione
Le piante ospiti sono membri delle Apocynaceae, quali:
- Allamanda cathartica L.
- Allamanda schottii Pohl
- Himatanthus obovatus (Müll.Arg.) Woodson

## Tassonomia

### Sottospecie
Vengono distinte due sottospecie.
- Isognathus caricae caricae (Linnaeus, 1758) - Syst. Nat. (Ed. 10) 1: 491 - locus typicus: "Carica Americes"[1]
- Isognathus caricae rainermarxi Eitschberger, 1999 - Ent. Z. 109: 222-227 - Locus typicus: Perù: Cajamarca, Limón, 1800 m, vi-vii.1998[8]

La sottospecie I. c. rainermarxi appare lievemente più grande di quella nominale (circa 10 mm di apertura alare in più). Il colore di fondo dell'ala anteriore è simile a I. c. caricae, ma più pallido, cosicché le linee scure risaltano maggiormente. Le strisce nere lungo le nervature dell'ala posteriore sono più marcate presso la metà della banda terminale, e quasi confluenti, particolarmente nella femmina. Nel maschio, il termen risulta più arrotondato. Il genitale maschile somiglia molto a quello di I. c. caricae, ma con peli più lunghi sul sacculus, una harpe più ridotta, non a forma di spatola sull'apice e munita di dentelli più ampi; le setae apicali dell'edeago sono disposte su due file (una da nove ed una da due). Pure il genitale femminile è molto simile a quello di I. c. caricae, ma con un signum lievemente più corto.

### Sinonimi
Sono stati riportati due sinonimi.
- Sphinx cacus Cramer, 1775 - Uitl. Kapellen 1: 73, tav. 46, fig. E - Locus typicus: Suriname (sinonimo eterotipico)[9]
- Sphinx caricae Linnaeus, 1758 - Syst. Nat. (Edn 10) 1: 491 - Locus typicus: "Carica Americes" (sinonimo omotipico; basionimo)[1]